# Bommanahalli
Bommanahalli là một thị xã và là nơi đặt hội đồng thành phố của quận Bangalore thuộc bang Karnataka, Ấn Độ.

## Nhân khẩu
Theo điều tra dân số năm 2001 của Ấn Độ, Bommanahalli có dân số 201.220 người. Phái nam chiếm 54% tổng số dân và phái nữ chiếm 46%. Bommanahalli có tỷ lệ 71% biết đọc biết viết, cao hơn tỷ lệ trung bình toàn quốc là 59,5%: tỷ lệ cho phái nam là 77%, và tỷ lệ cho phái nữ là 65%. Tại Bommanahalli, 12% dân số nhỏ hơn 6 tuổi.